# Pia Skrzyszowská
Pia Skrzyszowská (* 20. dubna 2001) je polská atletka, jejíž specializací jsou krátké překážkové běhy. V roce 2022 se v Mnichově stala mistryní Evropy v běhu na 100 metrů překážek. Na stejném šampionátu získala i stříbrnou medaili s polskou štafetou na 4x100 metrů v novém polském národním rekordu.
Její matkou je Jolanta Bartczaková, bývalá polská skokanka do dálky, která získala bronzovou medaili na halovém mistrovství Evropy v atletice v roce 1988.

## Osobní rekordy

#### Hala
- běh na 60 metrů – 7,12 s – 5. březen 2022, Toruň
- běh na 60 metrů překážek – 7,78 s – 4. únor 2023, Lodž

#### Venku
- běh na 100 metrů – 11,12 s – 21. květen 2022, Kalamata
- běh na 100 metrů překážek – 12,51 s – 6. srpen 2022, Chořov (evropský rekord do 23 let)